# Комитет по лека и хранителна промишленост
Комитетът по лека и хранителна промишленост е държавна институция в България, съществувала за кратко през 1962-1963 година. Образуван е с разделянето на Комитета по промишлеността. Няма ранг на министерство и задачата му е да управлява леката и хранителната промишленост, които по това време са почти изцяло национализирани. Половин година след създаването си е разделен на Комитет по лека промишленост и Комитет по хранителна промишленост.